# Бекиров, Мустафа Бекирович
Мустафа Бекирович Бекиров (1900, Бахчисарай, Таврическая губерния — 1975, Ростов-на-Дону) — крымскотатарский лингвист, государственный деятель, издатель, педагог.
Директор научно-исследовательского института им. А. С. Пушкина. Директор татарского педагогического техникума (1924—1925). Ректор Крымского педагогического института (1934—1937). Член ВКП(б) (1923—1937). Провёл в лагерях 18 лет. Реабилитирован в 1956 году.

## Биография
Родился в 1900 году в Бахчисарае в семье кустарей.
В 15 лет устроился наборщиком в Бахчисарайскую типографию Исмаила Гаспринского. Окончил Бахчисарайскую учительскую семинарию. С 1919 по 1921 год преподавал в школе села Верх-Керменчик. После этого вновь работал наборщиком, однако на этот раз в типографии Бахчисарайского райисполкома.
В 1923 году стал членом ВКП(б). С 1923 по 1925 год — помощник заведующего, а позже заведующий татарским педагогическим техникумом. После, руководил наборным цехом 1-й Крымской государственной типографии. В 1926—1928 годы являлся инструктором Симферопольского районного комитета ВКП(б) и редактором Крымского государственного издательства.
В 1928 году стал председателем Карасубазарского райисполкома, параллельно был заведующий районным отделом народного образования. В октябре 1929 года переведён на должность секретаря Судакского райкома ВКП(б). В следующем году становится редактором Крымгосиздата. Тогда же поступает в аспирантуру Крымского коммунистического вуза. Параллельно с аспирантурой работает в Крымском партийном издательстве и руководит научно-исследовательским институтом им А. С. Пушкина.
В июле 1934 года возглавил Крымский педагогический институт. Организовал III Всекрымскую научную конференцию по языку.
По подозрению в участии в контрреволюционной организации НКВД 15 июня 1937 года арестовывает Бекирова по статье 58-й статье. Бекирова также исключают из партии. Под давлением он сознаётся в участии в «контрреволюционной пантюркистской организации, ставившей своей целью реставрацию частно-капиталистических отношений и установление буржуазно-националистического строя». Бекирову предъявили пункты 7, 8, 11, 17 статьи 58 УК РСФСР. На закрытом судебном заседании выездной сессии Военной коллегии Верховного суда СССР 2 ноября 1938 года в Симферополе он был признан виновным и был приговорён к тюремному заключению сроком на 12 лет, с конфискации имущества и последующим поражением в политических правах на пять лет.
Находясь в местах заключения, неоднократно писал письма с просьбой пересмотра его дела, однако они оставались без ответа. В 1949 году на имя начальника Владимирской особой тюрьмы МВД СССР, где находился Бекиров, из МГБ СССР пришло распоряжение по истечении срока заключения эпатировать его в ссылку на поселение в Красноярск. Бекиров находился в Рыбинском, а затем Енисейском районе.
В 1956 году, работая в сменным пилоправом шпалозавода посёлка Усть-Кемь, Бекиров пишет заявление генеральному прокурору СССР с просьбой о реабилитации. Решением Военной коллегией Верховного суда дело в отношении Бекирова было отменено и признано необоснованным.
Скончался в 1975 году в Ростове-на-Дону.

## Семья
С 1927 по 1937 год был женат на Арифе Меметовой. Сын — Толкун.

## Работы
- Qьrьm tatar tilinin ilmij oformlenijesi xsusьnda ba’zь bir fikir ve teklifler // Bolsevik jolь. — 1931. — № 6-7. — S. 44-48.
- Bekırov M. V., Kurkci U. O. Lenın — Stalın bır tomluqьnь terçıme sozlugı. — Sımferopol: Qьrьmdevneşr, 1936. — 76 b.
- Елагин В. Инкъиляб йылларында къырымтатарларынынъ миллий хаяллары/Терджиме эткен М. Бекиров.- Акъмесджит: Къырым Хукюмет нешр., 1925.-90 с. Арап уруф.
- Qrьm tatar edebij tili orfografijasьnьn qurulьs prinsipleri.-Simferopol, 1934.-7 s.
- Qrım tatar edebi tili orfografijasьnьn qurulьsь haqqьnda// Qrьm tatar edebij tili bytyn Qrьm III ilmij konferentsijasьnьn qararlarь.- Aqmescit: Qrьm ASSR devlet nesrijatь,1935.-S. 15-34. Латин уруф